# Уикс, Пола-Мэй
Пола-Мэй Уикс (англ. Paula-Mae Weekes; род. 23 декабря 1958, Порт-оф-Спейн) — тринидадо-тобагианский судья, государственный и политический деятель. Президент Тринидада и Тобаго с 19 марта 2018 по 20 марта 2023 года, первая женщина в этой должности.

## Биография
Пола-Мэй Уикс получила образование в университете Кейв-Хилл в Барбадосе — там она получила степень бакалавра по направлению «право». После окончания университета Пола-Мэй проработала 11 лет в должности главы прокуратуры, после чего занялась частной практикой. В 1996 году начала работу в судебной системе и в 2005 году перешла на работу в Апелляционный суд, где проработала до выхода на пенсию. В 2012 году временно занимала пост председателя Апелляционного суда. В сентябре 2016 года Уикс перешла на работу в Апелляционный суд Теркс и Кайкос.
5 января 2018 года Уикс была выдвинута как компромиссная фигура в качестве кандидата в президенты страны по предложению премьер-министра Кита Роули в надежде на достижение консенсуса с руководительницей парламентской оппозиции Камлой Персад-Биссессарой, которая впоследствии поддержала её кандидатуру. Выдвижение Уикс на пост президента также отметили политологи. Поскольку в день выборов оказалась единственной выдвинутой кандидатурой, то была избрана без голосования.